# Crotalaria vanderystii
Crotalaria vanderystii är en ärtväxtart som beskrevs av Rudolf Wilczek. Crotalaria vanderystii ingår i släktet sunnhampor, och familjen ärtväxter. Inga underarter finns listade i Catalogue of Life.